# Halmaheramys wallacei
Halmaheramys wallacei (Fabre, Reeve, Fitriana, Aplin & Helgen, 2017) è un roditore della famiglia dei Muridi diffuso in alcune delle Isole Molucche settentrionali, in Indonesia.

## Descrizione

### Dimensioni
Roditore di medie dimensioni, con la lunghezza della testa e del corpo tra 205 e 241 mm, la lunghezza della coda tra 168 e 210 mm, la lunghezza del piede tra 42 e 50 mm, la lunghezza delle orecchie tra 20 e 21 mm e un peso fino a 300 g.

### Aspetto
La pelliccia è lunga, ruvida e cosparsa di lunghi peli spinosi. Le parti dorsali sono bruno-rossastre con la base dei peli grigiastra, i peli spinosi hanno le punte marroni scure e una banda inferiore color crema, mentre le parti ventrali sono grigie o biancastre. La linea di demarcazione lungo i fianchi è poco definita. Le orecchie sono corte e marroni chiare, ricoperte di piccoli peli privi di pigmento. Le zampe sono lunghe e sottili. Il dorso dei piedi è rosato o bianco, cosparso di corti peli argentati. Il palmo e le piante dei piedi sono prive di peli e di colore. Il pollice è ridotto, arrotondato e munito di una grossa unghia, mentre le altre dita sono provviste di artigli moderatamente lunghi ed affilati, nascosti da un ciuffo di peli argentati alla base. La coda è più corta della testa e del corpo ed è ricoperta da 8-9 anelli di scaglie per centimetro, ognuna corredata da tre peli. Le femmine hanno un paio di mammelle post-ascellari e due inguinali.

## Biologia

### Comportamento
È una specie terricola.

## Distribuzione e habitat
Questa specie è conosciuta soltanto sulle isole di Obira e Bisa, nelle Isole Molucche settentrionali.
Vive nelle foreste.

## Conservazione
Questa specie, essendo stata scoperta solo recentemente, non è stata sottoposta ancora a nessun criterio di conservazione.